# 头序金锦香
头序金锦香（学名：Osbeckia capitata）是野牡丹科金锦香属的植物。分布在不丹、印度以及中国大陆的云南等地，生长于海拔2,500米的地区，多生于山坡矮草地上，目前尚未由人工引种栽培。